# Victoria (Minnesota)
Victoria is een plaats (city) in de Amerikaanse staat Minnesota, en valt bestuurlijk gezien onder Carver County.

## Demografie
Bij de volkstelling in 2000 werd het aantal inwoners vastgesteld op 4025.
In 2006 is het aantal inwoners door het United States Census Bureau geschat op 6203, een stijging van 2178 (54.1%).

## Geografie
Volgens het United States Census Bureau beslaat de plaats een oppervlakte van
22,1 km², waarvan 18,1 km² land en 4,0 km² water. Victoria ligt op ongeveer 301 m boven zeeniveau.

## Plaatsen in de nabije omgeving
De onderstaande figuur toont nabijgelegen plaatsen in een straal van 8 km rond Victoria.